# Hispanoamérica (Madrid)
Le quartier de'Hispanoamérica est un quartier administratif de Madrid situé dans le district de Chamartín.
L'église paroissiale de Notre-Dame de Guadalupe (« église des Mexicains ») et le stade Santiago Bernabéu sont situés dans le quartier,.
Les noms des différentes rues et places du quartier rappellent des lieux, des événements et des personnages de l'Amérique hispanique.
D'une superficie de 170,7406 hectares, il accueille 32 117 habitants (Octobre 2019).